# نبرد خلیج توکیو
نبرد خلیج ساگامی (انگلیسی: Battle of Sagami Bay)، نبرد خلیج توکیو یکی از نبردهای جنگ اقیانوس آرام بود.
نبرد خلیج ساگامی یک حمله ضد کشتی جنگ جهانی دوم در نوک شبه جزیره بوسو در شب 22 ژوئیه 1945 بود. ناوشکن اسکادران (DesRon 61) نیروی دریایی ایالات متحده با یک کاروان ژاپنی متشکل از دو فروند کشتی باری و دو فروند کشتی نظامی شامل یک مین روب درگیر شدند‌. آمریکایی ها یک کشتی باری به نام شماره 5 Hakutetsu Maru با وزن 800 تن را غرق کردند و به یک کشتی باری دیگر به نام Enbun Maru با وزن 6919 تن آسیب رساندند.